# نورالدین قریشی
نورالدین قریشی (انگلیسی: Nourredine Kourichi؛ زادهٔ ۱۲ آوریل ۱۹۵۴) یک بازیکن فوتبال اهل الجزایر است.
از باشگاه‌هایی که در آن بازی کرده‌است می‌توان به لیل، باشگاه فوتبال والنسین، و بوردو اشاره کرد. وی عضو تیم ملی فوتبال الجزایر در جام جهانی فوتبال ۱۹۸۲ و ۱۹۸۶ بوده است.